# Zákon o vlastnictví bytů
Zákon o vlastnictví bytů je zkrácený název zákona č. 72/1994 Sb., kterým se upravují některé spoluvlastnické vztahy k budovám a některé vlastnické vztahy k bytům a nebytovým prostorům a doplňují některé zákony (zákon o vlastnictví bytů). Tímto zákonem se upravovaly některé spoluvlastnické vztahy k budovám a některé vlastnické vztahy k bytům a nebytovým prostorům a doplňovaly některé další zákony. Důležitou součástí tohoto zákona byla definice „prohlášení vlastníka“, pomocí kterého šlo rozdělit bytový dům na jednotlivé bytové jednotky v katastru nemovitostí.
Od 1. ledna 2014 byl zákon zrušen novým občanským zákoníkem. Zákon o vlastnictví bytů se ale plně uplatňuje i nadále pro vlastnictví jednotek (bytů a nebytových prostorů) vzniklých podle tohoto zákona do dne 31. prosince 2013. Příslušné přechodové ustanovení je uvedeno přímo v novém občanském zákoníku. Podle ustanovení § 3063 zákona č. 89/2012 Sb. platí, že „[n]abyl-li vlastnického práva alespoň k jedné jednotce v domě s byty a nebytovými prostory přede dnem nabytí účinnosti tohoto zákona nabyvatel podle zákona č. 72/1994 Sb., (...), vznikne i po dni nabytí účinnosti tohoto zákona vlastnické právo k dalším jednotkám v tomto domě podle dosavadních právních předpisů.“